# El Barón
 (septembre 2024).
El Barón est une série télévisée américaine en 59 épisodes de 45 minutes produite par Sony Pictures Television et Telemundo Global Studios, diffusée entre le 30 janvier et le 25 avril 2019 sur Telemundo.

## Synopsis
Basée sur la décennie des années 1970, la série tourne autour d’Ignacio « Nacho » Montero, un jeune Mexicain qui a révolutionné le monde du trafic de drogue. Il a commencé à faire de la contrebande avec des cigarettes, puis avec de la marijuana et plus tard, grâce à son intelligence et à son attitude, il a créé, avec Pablo Escobar, l’un des plus importants trafics de drogue du monde.

## Distribution
- Francisco Angelini : Ignacio « Nacho » Montero / El Barón
- María Elisa Camargo : Isabel García
- Jorge Luis Moreno : Joe Fernández
- Variel Sánchez : Ramiro Villa "El Paisa
- Mauricio Mejía : Pablo Escobar
- Gabriel Tarantini : Justin Thompson
- Tania Valencia : Judy Caicedo
- Lorena Garcia
- Julián Diaz : Mister Drake
- Kornel Doman : David Liebermann
- Andrés Echevarría : Paul Thompson
- Juana Arboleda : Griselda Blanco « La Madrina »
- Natasha Klauss : Carla
- Carlos Camacho : Angel Zamora
- Kristina Lilley : Ana Farley
- Michelle Rouillard : Marcela
- Julio Bracho : Géronimo Montero
- Carolina Gómez : María Clara
- Pedro Suárez : Alberto
- Juan Pablo Llano : Mauricio Jaramillo
- Juan Calero
- David Ojalvo : Logan
- Tim Janssen : Kyle Brown
- James Lawrence : Lewis

## Production
La série a été annoncée par NBC Universal Enterprises pour Telemundo comme le Baron Rouge le 10 mai 2018 au cours de la Upfront de Telemundo pour la saison de télévision 2018-2019. Une partie de la distribution et des personnages ont été confirmés le 17 décembre 2018 par People en Español. Le 18 décembre 2018, Telemundo a confirmé la date de sortie de la saison de janvier intitulée "Janvier surchargé" sous le titre de El Barón.

## Réception
La série a été retransmise avec un total de 1,03 million de téléspectateurs. Les vingt premiers épisodes ont été diffusés en semaine à 22 h. Le 4 mars 2019, en raison de la faiblesse des côtes d'écoute, la série est passée à une plage horaire nocturne de 1 h et les épisodes sont téléchargés sur l'application Telemundo et sur Telemundo à la Demande.